# 1960 في المكسيك
فيما يلي قوائم الأحداث التي وقعت خلال عام 1960 في المكسيك.

## رياضة
- 15 يناير – الدوري المكسيكي الممتاز 1960-61 الفائز نادي غوادالاخارا.

## مواليد

### يناير
- 1 يناير – أنابل فيريرا ممثلة مكسيكية.
- 1 يناير – رامون مونيوث غوتيريز سياسي مكسيكي.
- 1 يناير – غويلرمو هيريرا مندوزا سياسي مكسيكي.
- 1 يناير – مارينا تامايو
- 1 يناير – هيكتور ميغيل باوتيستا لوبيز سياسي مكسيكي.
- 1 يناير – والي رودريغيز
- 11 يناير – خوسيه أنطونيو غارسيا ليفا سياسي مكسيكي.
- 18 يناير – ديبورا هولتز
- 19 يناير – كارلوس كروز مندوزا سياسي مكسيكي.

### مارس
- 12 مارس – ماريو دياز بيريز لاعب كرة قدم مكسيكي.[1]
- 26 مارس – ميغيل أنخيل غوتيريز ماتشادو سياسي مكسيكي.
- 30 مارس – ديفيد هرنانديز بيريز سياسي مكسيكي.

### أبريل
- 4 أبريل – فيليكس كروز لاعب كرة قدم مكسيكي.
- 10 أبريل – أبيل باريرا هرنانديز

### مايو
- 1 يناير – مارينا تامايو
- 3 مايو – أوديسيو بيشير ممثل مكسيكي.

### يونيو
- 8 يونيو – فيليسيانو مارين دياز سياسي مكسيكي.

### يوليو
- 12 يوليو – مانويل رافاييل هويرتا سياسي مكسيكي.
- 31 يوليو – بابلو لاريوس لاعب كرة قدم مكسيكي.[2]

### أغسطس
- 7 أغسطس – فرنسيسكو خافيير غاراي لاعب كرة قدم مكسيكي.
- 10 أغسطس – جينارو ليون ملاكم مكسيكي.
- 17 أغسطس – ألفونسو خوسيه سيرانو سياسي مكسيكي.

### سبتمبر
- 3 سبتمبر – ألبرتو أغيلار لاعب كرة قدم مكسيكي.
- 11 سبتمبر – رامون فارغاس[3]
- 19 سبتمبر – ريكاردو مونريال سياسي مكسيكي.
- 23 سبتمبر – جيلبرتو سوسا ملاكم مكسيكي.
- 25 سبتمبر – إدواردو يانيز

### أكتوبر
- 1 أكتوبر – جيراردو سانشيز غارسيا سياسي مكسيكي.
- 11 أكتوبر – ساندرا أفيلا بيلتران مهربة مخدرات مكسيكية.
- 19 أكتوبر – خافيير توريس فيليكس مهرب مخدرات مكسيكي.
- 20 أكتوبر – خوان بيريز ميدينا سياسي مكسيكي.

### نوفمبر
- 2 نوفمبر – سيرجيو ساندوفال باريديس سياسي مكسيكي.
- 5 نوفمبر – ألما دلفينا ممثلة.
- 12 نوفمبر – إميليو غونزاليس ماركيز سياسي مكسيكي.
- 15 نوفمبر – خوان ألونسو هرنانديز هرنانديز سياسي مكسيكي.

### ديسمبر
- 15 ديسمبر – توماس توريس ميركادو سياسي مكسيكي.
- 24 ديسمبر – مويسيس خيمينيز سانشيز سياسي مكسيكي.

## وفيات

### يناير
- 3 يناير – غيرونيمو ديلجاديلو (مواليد 1900) مبارز بالسيف مكسيكي.
- 24 يناير – كارلوس أوريلانا (مواليد 1900)[4]

### أبريل
- 10 أبريل – خوليو خيمينيز رويدا (مواليد 1896)[5]

### ديسمبر
- 30 ديسمبر – أنطونيو أرياس بيرنال (مواليد 1913)